# ジェームズ・ヴァンダービルト
ジェームズ・ヴァンダービルト（James Vanderbilt, 1975年11月 - ）は、アメリカ合衆国の脚本家、映画プロデューサー、映画監督である。

## 略歴
ニューヨーク州にてヴァンダービルト家に生まれる。母はアリソン・キャンベル（旧姓はプラッテン）、父はアルフレッド・グウェン・ヴァンダービルト三世である。父方の祖父はアルフレッド・グウェン・ヴァンダービルト二世、母方の祖父はドナルド・キャンベル・プラッテンである。
コネチカット州ノーウォークで育ち、ニュー・ケイナンの学校に通った。セント・ポールズ・スクールと南カリフォルニア大学を卒業した。

## 作品
- 黒の怨 Darkness Falls (2003) 脚本
- 閉ざされた森 Basic (2003) 脚本・製作
- ランダウン ロッキング・ザ・アマゾン The Rundown (2003)
- ゾディアック Zodiac (2007) 脚本・製作
- ルーザーズ The Losers (2010) 脚本
- アメイジング・スパイダーマン The Amazing Spider-Man (2012) 脚本
- ホワイトハウス・ダウン White House Down (2013) 脚本・製作
- アメイジング・スパイダーマン2 The Amazing Spider-Man 2 (2014) 原案
- ニュースの真相 Truth (2015) 監督・脚本・製作  [7]
- マーダー・ミステリー Murder Mystery (2019) 脚本・製作
- レディ・オア・ノット Ready or Not (2019) 製作